# Pinhão (Alijó)
Pinhão is een plaats (freguesia) in de Portugese gemeente Alijó, in het hart van de Douroregio. De plaats ligt in deze wijnstreek aan de Rota do Vinho do Porto  en is van toeristisch belang.

## Geschiedenis
Vanaf de omvorming tot een parochie in 1933 werd het meteen een voorloper door de aanleg van openbare verlichting met elektriciteit en de eerste parochie in het district Vila Real met telefoon, postbedeling en leidingwater .

Door zijn gunstige geografische ligging werd Pinhão een belangrijke commerciële post voor het transport van portowijnen. Eerst met behulp van rabelo's, vervolgens per trein langs de Douro en ten slotte met tankwagens ontwikkelde de plaats zich spoedig tot een regionaal centrum van de portohandel.

## Bevolking
Pinhão heeft 622 (2021) inwoners. In 2001 waren er dat nog 829.

## Activiteiten
Pinhão is hoofdzakelijk gericht op handel en toerisme. De traditionele wijnboerderijen (quintas), handwerk en vooral het beroemde terrasvormige landschap van de wijngaarden van de Douro zijn grote troeven.
Deze plaats heeft een vermaard treinstation, een van de mooiste in Portugal, dat uitbundig versierd is met tegels uit 1937, afkomstig van de Aleluia-fabriek, en bestaande uit 24 panelen met landschappen van de Douro en taferelen van de wijnoogst .
De nabijgelegen metalen spoorwegbrug over de Douro werd ontworpen door Gustave Eiffel in de 19e eeuw.
Voor toeristen die de rivier Douro bezoeken is Pinhão een stopplaats van een boottocht vanuit Porto of van de historische stoomtrein van Régua naar Tua.
Het landschap van Pinhão (en de hele Alto Douro) is geclassificeerd door de UNESCO als cultureel werelderfgoed.

## Trivia
- Voor de televisieserie van De geheimzinnige opdracht van Bassie & Adriaan zijn er ook opname's gemaakt vlakbij Quinta do Bomfim in Pinhão.

## Galerij

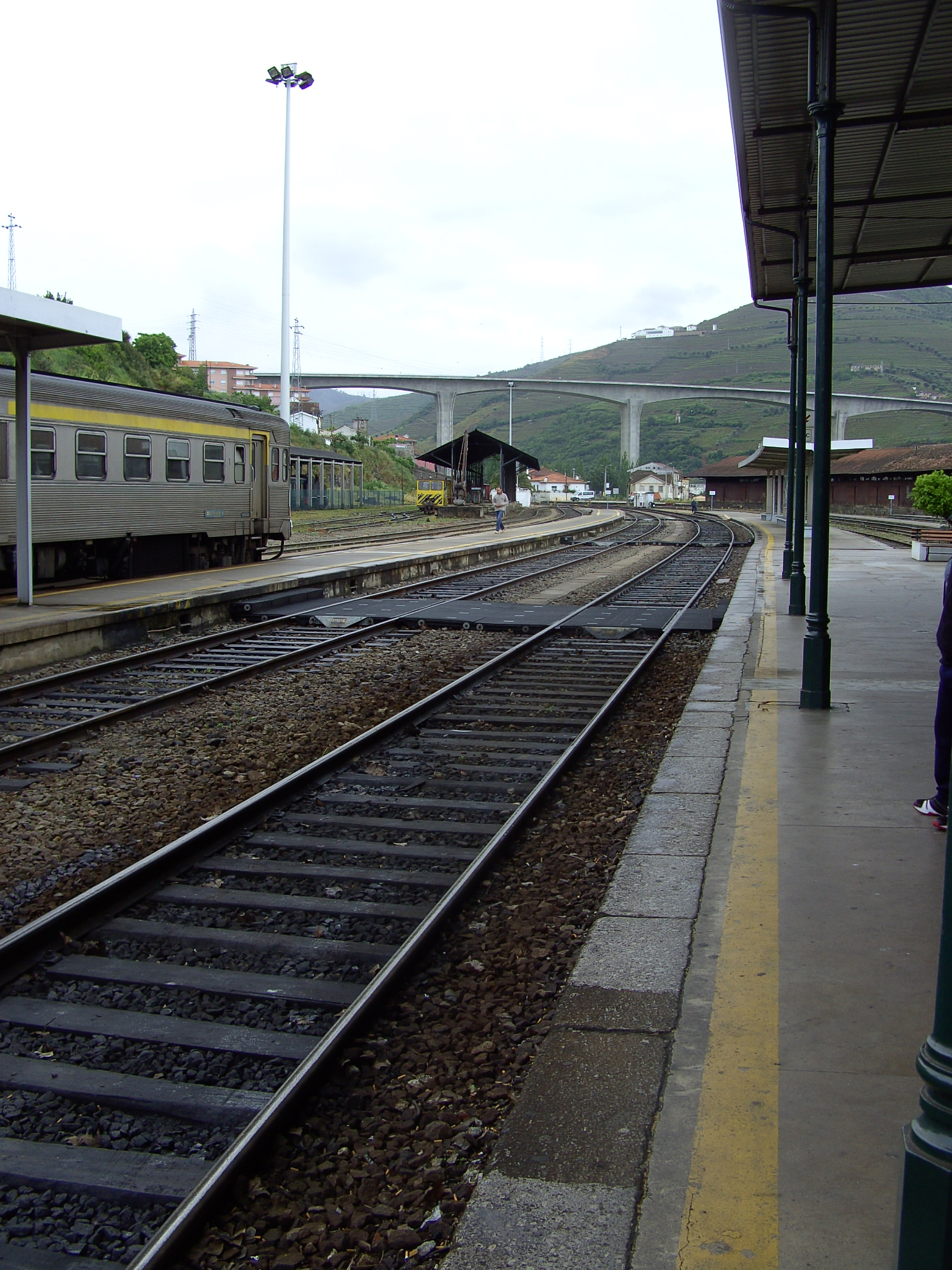
Station Pinhão en snelwegbrug
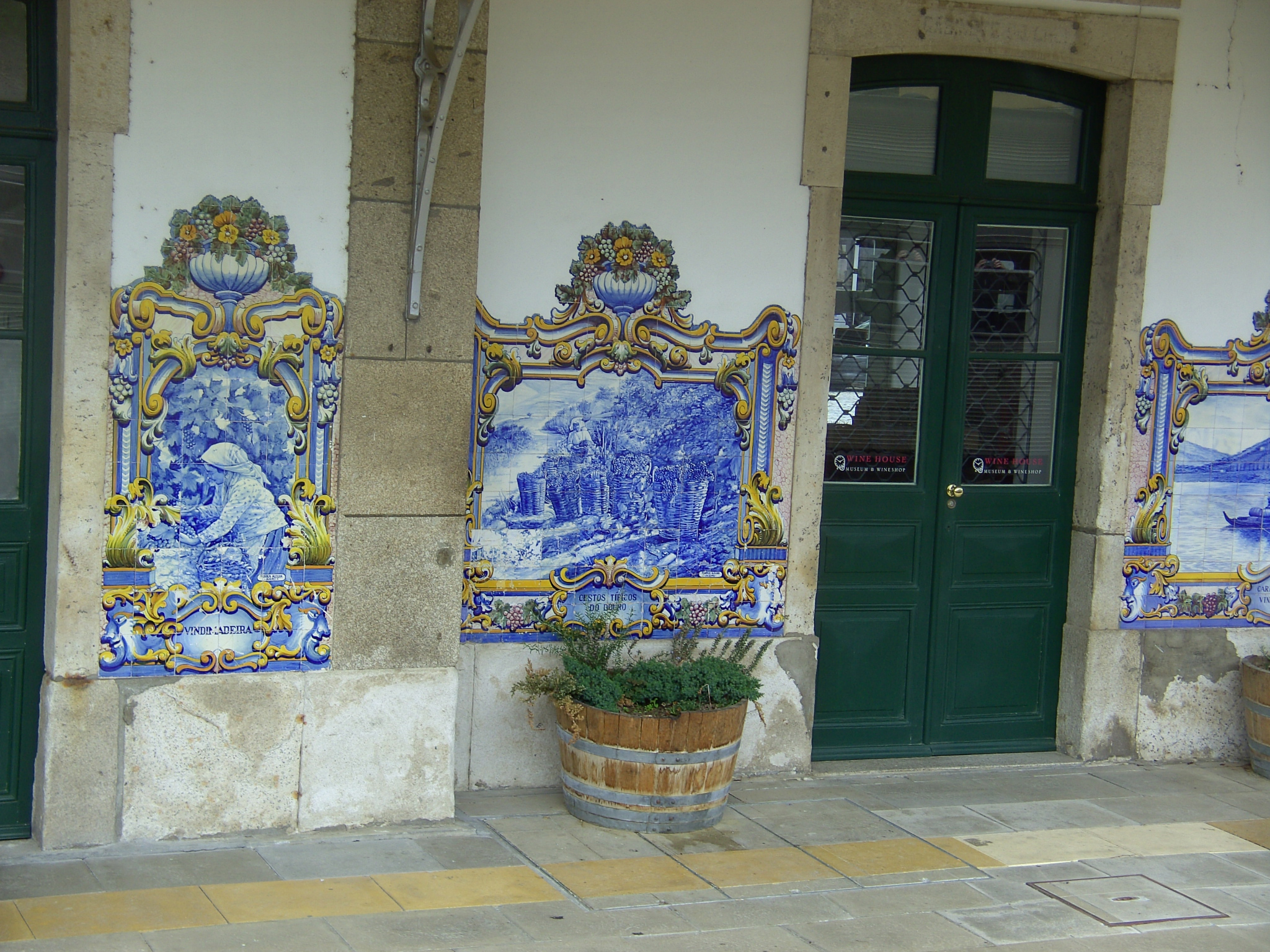
Tegels aan het station van Pinhão
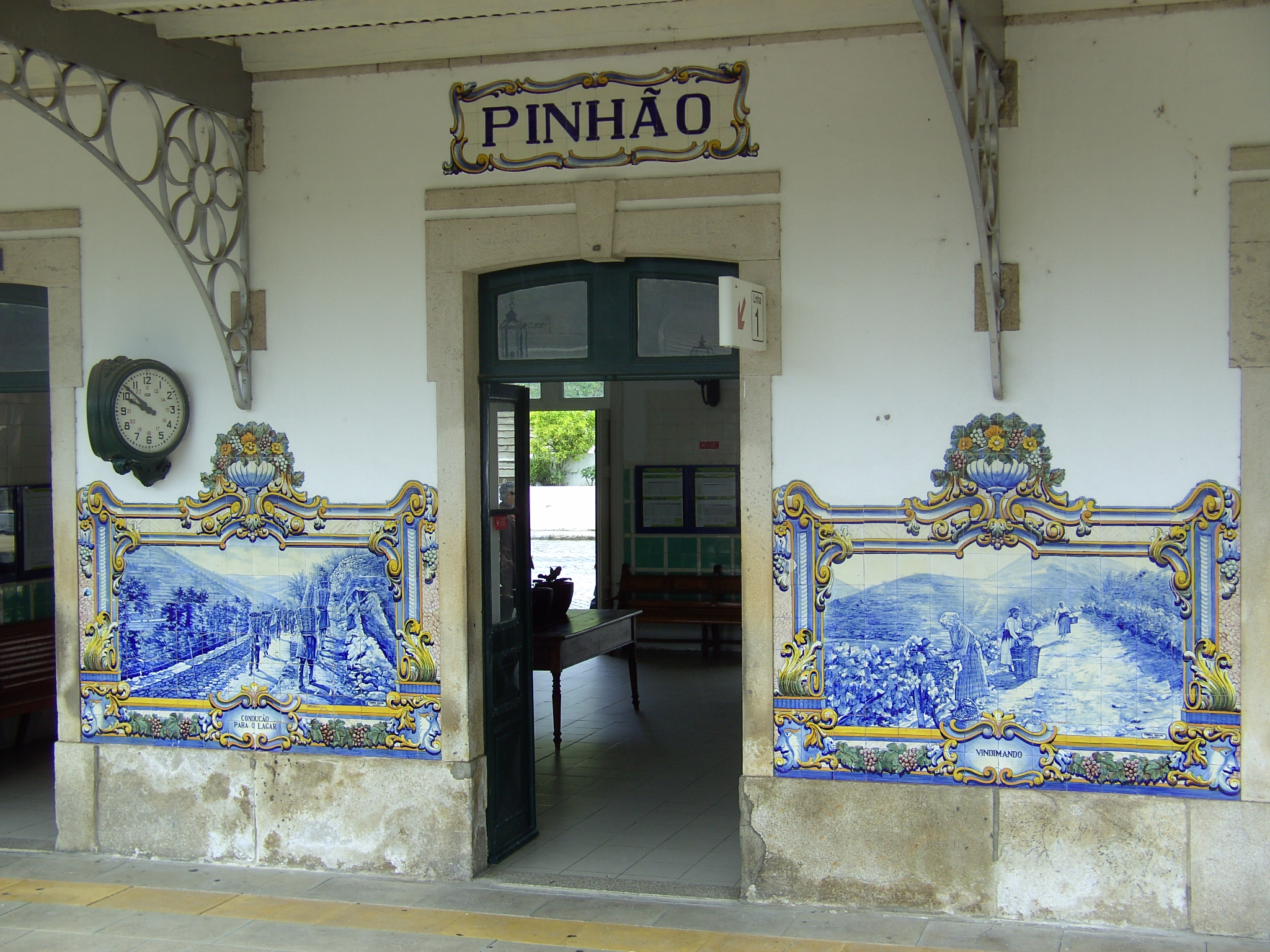
Station Pinhão: uitgang naar het perron
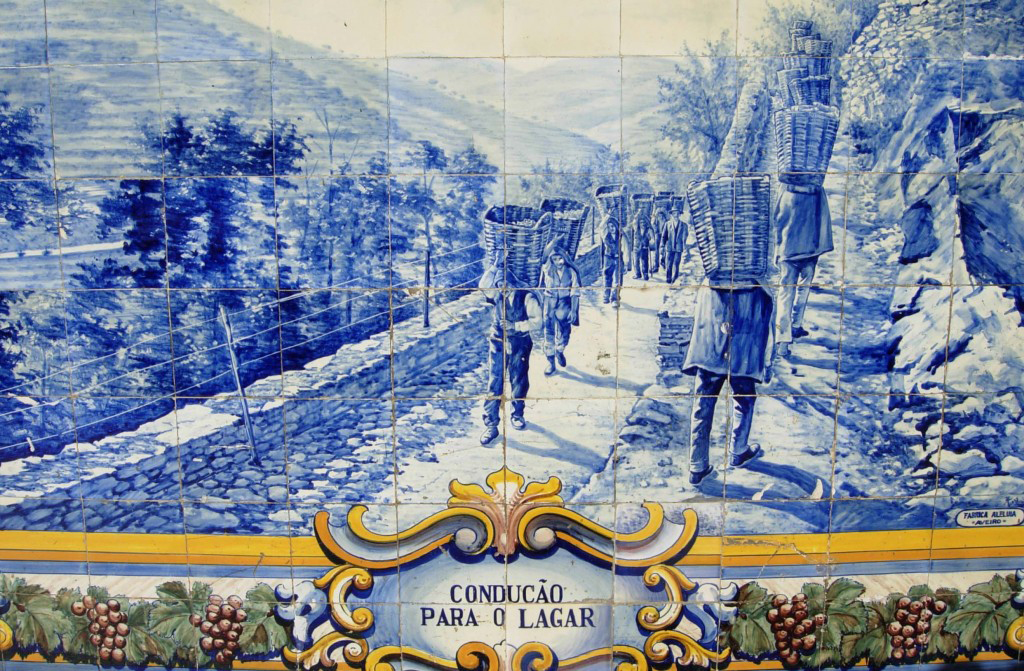
Station Pinhão: de druivenoogst